# PCMCIA

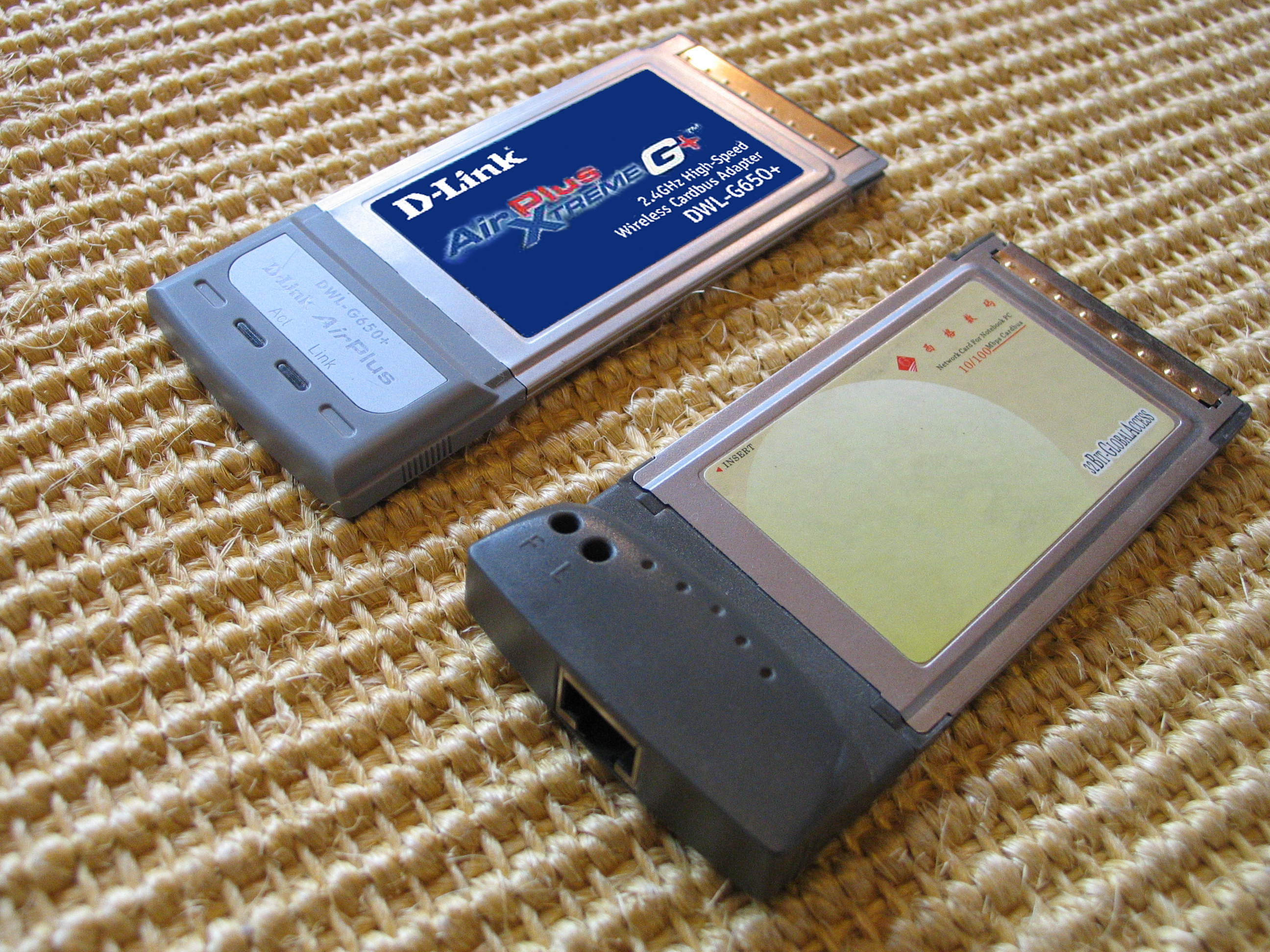
PCMCIA nätverkskort.

PCMCIA står för Personal Computer Memory Card International Association, en organisation som sätter standarder för enheter som till exempel modem och externa hårddiskar som kan användas för laptops. Organisationen är mest känd för standarden som tidigare gick under benämningen PCMCIA Card men som 1995 bytte namn till PC Card.
En humoristisk tolkning av PCMCIA är backronymen People Can't Memorize Computer Industry Acronyms.